# Bauschreiber
Ein Bauschreiber war in früheren Jahrhunderten in Deutschland eine wichtige Persönlichkeit bei Baumaßnahmen der öffentlichen Hand. Er konnte mit verschiedenen beruflichen Vorbildungen in diese Beamtenfunktion aufgenommen werden, musste aber zumindest ein einjähriges Baupraktikum absolvieren. Den Bauschreibern oblag die Bauaufsicht vor Ort ebenso wie die vollständige und genaue Dokumentation der Arbeiten.
Ein historisches Lexikon aus dem 18. Jahrhundert definiert die Tätigkeit wie folgt: „ein Schreiber, der bey dem obrigkeitlichen Bauwesen verpflichtet ist“.
Der Begriff ist noch immer, wenn auch in Deutschland nur noch selten, in Gebrauch und beinhaltet die Haupt-Aufgabenbereiche Materialbewirtschaftung, administrative Arbeiten wie Korrespondenz, Rapportwesen, Bauprogramme, Entlastung von technischem Personal.